# Je suis une légende (film, 2007)
Pour les articles homonymes, voir Je suis une légende.
 (avril 2019).
Série
Je suis une légende 2
(Prochainement)
Pour plus de détails, voir Fiche technique et Distribution.
Je suis une légende (I Am Legend) est un film d'anticipation post-apocalyptique américain réalisé par Francis Lawrence, sorti en 2007.
Il s'agit de la troisième adaptation cinématographique du roman homonyme de Richard Matheson, paru en 1954. Seul dans un New York dévasté par un virus, un chercheur immunisé (Will Smith), traqué par des mutants carnivores, tente de découvrir un remède.
S'il n'a pas reçu un accueil enthousiaste de la critique, il a rencontré un certain succès public : avec près de trois millions d'entrées, il s'est classé dixième au box-office en France en 2007.
Une suite du film est prévue avec Will Smith et Michael B. Jordan au casting, et Steven Caple Jr à la réalisation.

## Synopsis

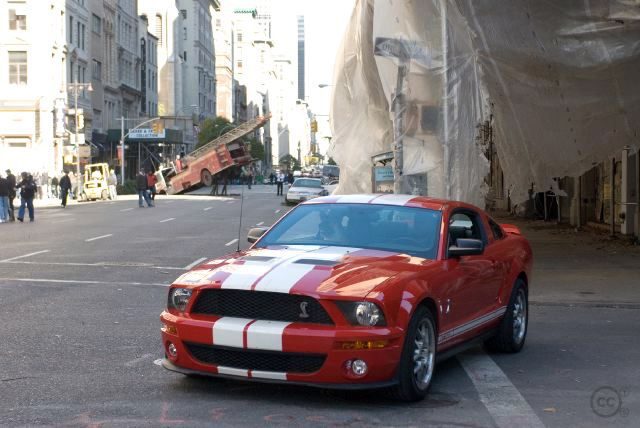
Robert Neville roule dans New York à bord d'une Ford Mustang Shelby GT 500, ici sur le tournage du film.

En 2009, le docteur Alice Krippin trouve ce qui semblerait être un vaccin contre le cancer parfaitement efficace. Cependant, la joie est de courte durée, car, à la suite d'une erreur humaine, le vaccin, en réalité corrompu, quitte le lieu clos du laboratoire et se diffuse sur la Terre, provoquant une pandémie, tuant les humains les moins résistants et faisant muter les autres, les transformant en « infectés ». L'évacuation des survivants est un échec, personne ne trouvant de remède au nouveau virus qui décime l'humanité.
Après l'apogée de la catastrophe, un dernier espoir subsiste néanmoins. Le docteur Robert Neville (Will Smith), officier de l'armée des États-Unis, doté de grandes connaissances en virologie et immunisé contre le « virus Krippin », occupe toujours la maison familiale située dans la zone où le virus a émergé la première fois à New York. Toutes les ouvertures de cette maison sont fortement blindées et Neville prend les plus grandes précautions pour ne pas laisser de traces, y compris odoriférantes, de son passage. Il y vit avec sa chienne berger allemand et travaille sur un traitement possible dans son laboratoire très équipé situé au sous-sol. Grâce à celui-ci il est décidé à enrayer le virus en trouvant un vaccin à partir de son propre sang. Dernier survivant, il occupe ses journées entre ses différentes expérimentations, sa chasse aux animaux occupant la ville, ses entrainements au golf depuis un porte-avions ou encore l'exploration des appartements vides à la recherche de nourriture ou de produits utiles à sa survie. De plus, il diffuse quotidiennement un message radio exhortant d'éventuels rescapés à venir le rejoindre en un point précis à une heure précise, sans vraiment y croire. Trois années passent ainsi.
Peu de temps après avoir capturé une jeune mutante pour expérimenter sur l'homme un premier vaccin ayant provoqué des réactions encourageantes sur des rats, il tombe dans un piège tendu par les infectés, ceux-ci ayant copié ses propres méthodes de capture pour se venger. À cette occasion, en défendant son maître, sa chienne se fait contaminer. Ayant réussi à se libérer et à revenir chez lui, Neville est contraint de l'euthanasier très rapidement.
Dès lors, frustré de ne connaître aucun succès, convaincu d'être le dernier survivant (d’après lui, 90 % des humains ont disparu, 99 % des survivants ont été contaminés, moins de 1 % seraient immunisés comme lui, dont la plus grande part se serait fait massacrer par les contaminés), désespéré et furieux d'avoir perdu sa seule compagnie, il brise les règles de sécurité auxquelles il s'était astreint, provoque une confrontation suicidaire nocturne avec les infectés et manque de se faire tuer. Il est heureusement sauvé par une autre survivante et son fils qui le récupèrent et le ramènent de nuit directement chez lui.
Ce faisant, ignorant le métabolisme des contaminés (qui sortent la nuit mais se cachent le jour sous peine d’être brûlés et tués par la lumière), la survivante permet aux infectés de suivre leur trace et de découvrir le repaire de Neville. Tous trois se préparent à livrer un combat à mort avec tous les contaminés qui procèdent à une attaque massive. Après l'intrusion des infectés à l'intérieur de la maison, ils se réfugient dans l'ultime endroit sécurisé, le sous-sol où se trouve le labo. Ils découvrent alors que la plus récente tentative de traitement de Neville a commencé à donner des résultats positifs sur la jeune femme capturée. Après avoir interprété leur rencontre comme une sorte de signe divin, les rescapés comprennent que le moment est décisif pour le sort de l'humanité. Par un ultime sacrifice, Neville couvre la fuite de ses co-rescapés après leur avoir confié un prélèvement sanguin de la jeune mutante en cours de guérison.
Selon la narration de la mère, celle-ci et son fils gagnent le Vermont où se trouve une petite colonie militarisée de survivants, apportant avec eux l'antidote.

## Fiche technique
Sauf indication contraire, les informations mentionnées dans cette section peuvent être confirmées par la base de données cinématographiques IMDb,  présente dans la section « Liens externes ».
- Titre original : I Am Legend
- Titre français : Je suis une légende
- Réalisation : Francis Lawrence
- Scénario : Mark Protosevich et Akiva Goldsman, basé sur un scénario de John William Corrington et Joyce H. Corrington, d'après le roman homonyme de Richard Matheson
- Musique : James Newton Howard
- Direction artistique : David Lazan, Patricia Woodbridge, Bill Skinner et Howard Cummings sous la direction de Naomi Shohan
- Décors : George Detitta
- Costumes : Michael Kaplan & Barbara J. Hause et Robert Mata pour Will Smith
- Photographie : Andrew Lesnie
- Son : Jeremy Peirson
- Montage : Wayne Wahrman (en)
- Production : Akiva Goldsman, James Lassiter, David Heyman, Neal Moritz, Michael Tadross, Erwin Stoff, Dana Goldberg, Bruce Berman (en), Tracy Torme et Jeffrey « J.P. » Wetzel
- Sociétés de production : Original Film, Warner Bros., Village Roadshow Pictures, Weed Road Pictures et Overbrook Entertainment
- Sociétés de distribution : Warner Bros. et Village Roadshow Pictures
- Budget : 150 millions de dollars[réf. nécessaire]
- Pays de production :  États-Unis
- Langue originale : anglais
- Format : couleur (Technicolor par Kodak et Fujifilm) - 2,35:1 - Dolby Digital, DTS et SDDS - 35 mm - Filmé avec du matériel Panavision
- Genre : Science-fiction, action, drame et thriller
- Durée : 101 minutes (version cinéma) ; 104 minutes (version avec fin alternative)[5]
- Dates de sortie :
  - Japon : 5 décembre 2007 (avant-première mondiale à Tokyo)
  - États-Unis : 11 décembre 2007 (avant-première à New York) ; 14 décembre 2007 (sortie nationale)
  - Québec : 14 décembre 2007
  - Belgique, France, Maroc : 19 décembre 2007
- Classification :
  - États-Unis : PG-13
  - Canada : 13+
  - Suisse : 14
  - France :-12

## Distribution
- Will Smith (VF : Lucien Jean-Baptiste ; VQ : Pierre Auger) : Robert Neville
- Alice Braga (VF : Élisabeth Ventura ; VQ : Marika Lhoumeau) : Anna[6]
- Charlie Tahan (VF : Bilou Jean-Baptiste) : Ethan
- Salli Richardson-Whitfield (VF : Géraldine Asselin ; VQ : Catherine Hamann) : Zoe Neville[6]
- Willow Smith (VF : Léa Noguiera ; VQ : Ludivine Reding) : Marley Neville[7]
- Dash Mihok : le mâle alpha
- Joanna Numata : la femelle alpha
- Abbey : Samantha 'Sam'
- Darrell Foster (VF : Patrick Gosselin) : Mike, garde d’escorte
- April Grace (VF : Sophie Riffont) : la personnalité TV
- Samuel Glen : Jay, le conducteur militaire
- Pat Fraley (VF : Jean-Bernard Guillard) : le président (voix)
- Jim Haggerty (VF : Guillaume Orsat) : le journaliste TV
- Matt Lauer (VF : Jean-Luc Atlan) : le présentateur TV
- Emma Thompson (VF : Frédérique Tirmont ; VQ : Diane Arcand) : Dr Alice Krippin (non créditée)

- Version française
  - Studio de doublage : Les Studios de Saint-Ouen
  - Direction artistique : Michel Derain
  - Adaptation des dialogues : Marion Bessay

Sources et légendes : Version française (VF) sur Voxofilm Version québécoise (VQ) sur Doublage Québec

## Production

### Développement

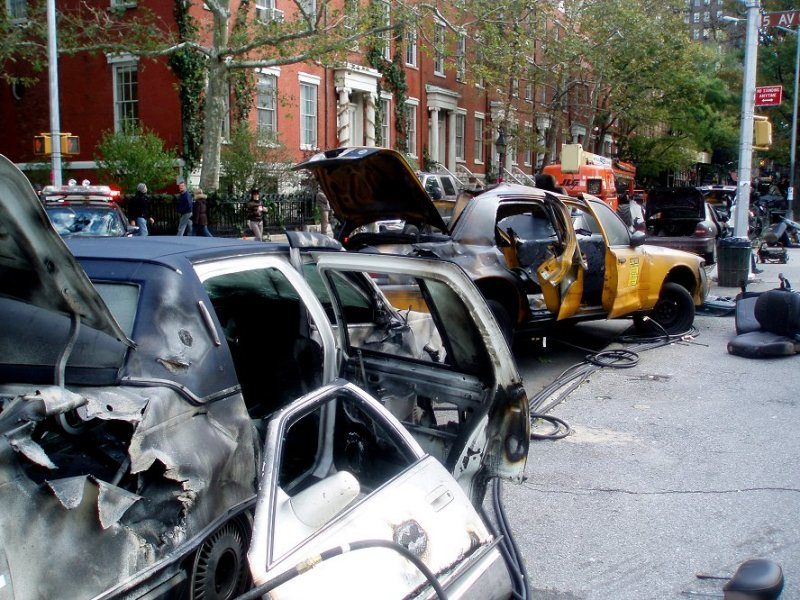
Tournage du film.

Je suis une légende, classique de la littérature d'anticipation, avait déjà connu deux adaptations cinématographiques. La première, réalisée par Ubaldo Ragona et Sidney Salkow avec Vincent Price dans le rôle principal, sort en 1964. Richard Matheson en écrit le scénario, mais il se fait créditer au générique sous le patronyme de Logan Swanson à la suite de ses désaccords avec la production. La deuxième adaptation, Le Survivant de Boris Sagal avec Charlton Heston, date de 1971.
Au milieu des années 90, la Warner confie l'écriture d'un scénario à Mark Protosevich, qui situe l'intrigue à San Francisco. Tom Cruise et Michael Douglas sont intéressés pour jouer Neville, avant que Ridley Scott soit engagé pour réaliser le film avec Arnold Schwarzenegger en tête d'affiche. Le réalisateur engage Sylvain Despretz pour le storyboard, et John Logan pour réécrire le script selon ses directives. Mais l'importance du budget, estimé à plus de 100 millions de dollars, effraie le studio qui annule temporairement le film.
Rob Bowman, Michael Bay, Guillermo del Toro et Mathieu Kassovitz sont envisagés à la réalisation, avant que le scénariste et producteur Akiva Goldsman récupère le projet.

### Tournage
La scène de flash-back montrant l'évacuation et l'explosion du pont de Brooklyn est la scène la plus chère jamais tournée à New York : six jours de tournage pour six millions de dollars.

## Autour du film

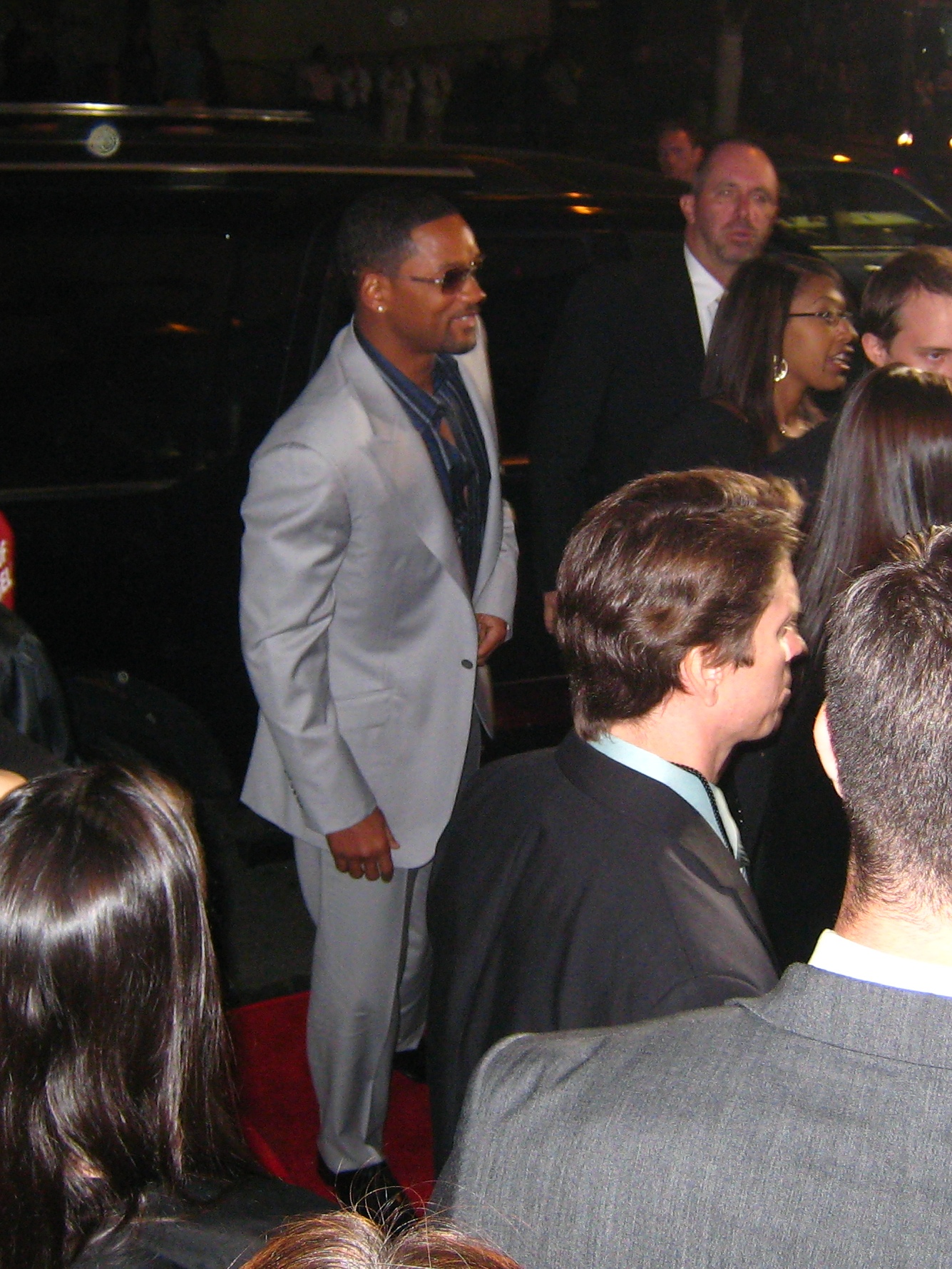
Will Smith en 2007, sur le tapis rouge lors d'une présentation du film.

- Willow, la fille de Will Smith dans la vie réelle, y interprète également la fille de son personnage, Marley (nommée en hommage au chanteur Bob Marley, qui partage également son prénom de naissance avec le protagoniste, Robert Neville).
- De nombreux hommages sont rendus à Bob Marley dans le film. L'album Legend écouté plusieurs fois par Neville est d'ailleurs une compilation de Bob Marley & the Wailers sortie en 1984 (et dont les titres I Shot the Sheriff, Three Little Birds et Redemption Song sont intégrés à la bande-son du film). Dans cette adaptation, une scène présente Robert Neville écoutant Three Little Birds : clin d’œil à l'adaptation homonyme de 1964 dans laquelle, à la soixantième minute, le protagoniste (Robert Morgan) répète les mots « Everything gonna be alright ».
- Dans l'une des scènes du film, on peut apercevoir l'affiche de Batman vs Superman. Il s'agit d'un clin d'œil à Wolfgang Petersen, à qui la Warner avait commandé ce film. L'affiche porte la date « 05.15.10 ».
- Le rôle de Robert Neville était à l'origine écrit pour Arnold Schwarzenegger, mais celui-ci était pris par ses fonctions de gouverneur de Californie et ne put participer au film.

### Comparaison avec le livre
Le cadre de l'histoire originale a été modifié pour les besoins du film de Lawrence. Alors que l'action du roman se déroule entre 1975 et 1978 dans un monde uchronique, celle du film se passe entre 2009 et 2012. De même, le lieu de l'intrigue n'est plus Los Angeles mais New York, jugée plus impressionnante visuellement, notamment en raison du pont de Brooklyn détruit lors de la quarantaine.
L'histoire a été substantiellement modifiée. On note ainsi une très forte implication de l'État dans la lutte contre le virus Krippin, au travers de l'armée américaine, alors que le livre se base justement sur l'absence de réactions étatiques (la seule mesure connue est la décision de brûler les cadavres pour qu'ils ne ressuscitent pas et elle n'est pas très efficace). Alors que dans le livre, la mutation est due à une bactérie d'origine incertaine reproduisant les traits particuliers des vampires des légendes (réaction aux ultraviolets, aux pieux, à l'ail et aux croix) et ne privant pas les vampires vivants de leurs capacités intellectuelles et sociales, le film impute la maladie à un vaccin censé lutter contre le cancer. Les vampires y sont moins typés, et les moyens de lutte du héros se réduisent aux armes à feu (inopérantes dans l'œuvre originale contre une partie des contaminés) et aux ultraviolets. De cette façon, l'ambiance vampirique et ses statuts ne sont pas évidents dans le film.
La fin change totalement la signification du titre de Matheson et le sens de son œuvre. Dans l'œuvre originale, Matheson propose une réflexion sur le caractère provisoire de l'espèce humaine au sein de la nature, du fait de la sélection naturelle selon Charles Darwin. Le thème de la normalité et de l'anormalité transparaît également. L'auteur décrit les vampires comme des individus mutants construisant une nouvelle civilisation pour laquelle l'homme est une légende (comme le croque-mitaine pour l'homme). À l'inverse, le film montre des mutants zombies qui ne connaissent que la violence, malgré l'existence d'une structure sociale avec au sommet un mâle et une femelle alpha. Le personnage principal devient une légende parce qu'il est un héros qui sauve l'humanité. Il sacrifie volontairement sa vie et remet le remède à une survivante qui l'a rejoint, à la suite d'une vision de Dieu. La thématique religieuse devient omniprésente dans la fin du film alors que, dans l’œuvre de Matheson, il semble qu'elle soit critiquée. La seule scène de ferveur religieuse qui y est citée, effrayante par ses excès, est plus symptomatique du désespoir de l'humanité, et les croix ne font peur aux vampires que pour des raisons psychologiques.
Après le suicide du héros, le film se termine par un plan qui montre un camp gardé par l'armée et où se trouve une église, camp qui représente ainsi une société militaro-religieuse porteuse d'espoir pour l'avenir de l'humanité dans la lutte contre sa zombification. Matheson, en revanche, évoque l'extinction complète et définitive de l'humanité, et la succession de cette dernière dans l'évolution des espèces. La religion et les militaires ne peuvent rien contre ce changement.
D'autres éléments du livre n'ont pas été repris ; par exemple, le fait qu'un cadavre de femme déchiqueté soit déposé devant la porte par les contaminés est omis. Robert Neville n'est pas alcoolique et semble beaucoup moins torturé que son homologue littéraire. Il est à noter également que, dans le film, Neville est un scientifique militaire engagé contre le virus, alors que, dans le livre, il n'est qu'un employé d'usine qui se forme tardivement pour essayer de comprendre le phénomène (et il n'a aucune idée de la manière dont il peut combattre la contamination). De plus, Robert Neville ne possède pas de chien. Au cours d'un chapitre, il essaye d'en apprivoiser un, mais celui-ci meurt peu de temps après.

### Fin alternative
Devant la réaction partagée du public lors d'une projection test quant à la fin du film, les producteurs en créent une alternative avant sa sortie en salles. La fin originellement souhaitée par le réalisateur est cependant présente en bonus sur les DVD et Blu-Ray.
Dans ce dénouement, le chef des contaminés vient libérer sa compagne, que Robert Neville avait capturée pour expérimenter des vaccins. Ce dernier, convaincu du succès de ses tests, informe les mutants qu'il peut tous les guérir. Tandis que dans la version vue au cinéma, le chef des contaminés continue à donner des coups dans la porte en l'ignorant, dans cette version il s'interrompt pour tracer avec son sang un papillon comme le tatouage porté par sa compagne, en référence à celui que sa fille avait elle-même dessiné avant de monter dans l'hélicoptère au début du film. Neville rend alors la femme au contaminé, qui empêche ses sbires de l'agresser et le laisse repartir sain et sauf avec Anna et Ethan. Sous la narration de cette dernière, tous trois quittent alors la ville de New York en direction du Nord afin de rejoindre le camp des survivants.
Ainsi, contrairement à la version validée pour la sortie en salles, le docteur Robert Neville n'a pas à se sacrifier pour sauver Anna et Ethan. Si les contaminés font ainsi manifestement preuve de sentiments humains et de compassion, ils n'éprouvent en revanche aucun besoin de guérir. S'estimant satisfaits de ce qu'ils sont devenus, ils refusent tout vaccin.

### Projet de suite
Le développement d'une suite est annoncé officiellement en 2022, avec à nouveau Akiva Goldsman comme scénariste, avec une histoire qui prendrait en compte la fin alternative. Pour le casting, Michael B. Jordan est annoncé pour jouer au côté de Will Smith. En 2024, Goldsman annonce qu'une deuxième version du scénario a été écrite, puis Steven Caple Jr. est annoncé comme réalisateur de cette suite.

### Autres adaptations du roman
- Je suis une légende, film réalisé par Sidney Salkow, avec Vincent Price, sorti en 1964.
- Le Survivant (The Omega Man), réalisé par Boris Sagal, avec Charlton Heston, sorti en 1971.